# Primarias presidenciales de Chile Vamos de 2017
Las primarias presidenciales de Chile Vamos del año 2017 fueron el método de elección del candidato presidencial de Chile de los partidos Unión Demócrata Independiente, Renovación Nacional, Evolución Política y Partido Regionalista Independiente, además de los independientes de centroderecha y de derecha, agrupados en el pacto "Chile Vamos", para la elección de 2017.

## Antecedentes
Fue la segunda primaria de la centroderecha y derecha (anteriormente denominada Alianza) bajo la ley de primarias, aprobada durante 2012, que regula su ejercicio.
Pese a algunas dudas iniciales expresadas por líderes de los partidos, el pacto formalizó la realización de las elecciones y las inscribió el 2 de mayo ante el Servicio Electoral (Servel). Anteriormente el pacto había definido el orden de sus candidatos en la papeleta, estando Piñera en primer lugar, después Kast y finalmente Ossandón.
Los participantes fueron Felipe Kast, diputado de Evolución Política; Manuel José Ossandón, senador independiente; y Sebastián Piñera, expresidente de la República (2010-2014).

## Debates
El 30 de mayo se anunció que se realizaría un solo debate televisado entre los candidatos de Chile Vamos el lunes 26 de junio, el cual será emitido por TVN, Canal 13, Mega, Chilevisión y CNN Chile, siendo realizado desde los estudios del canal público (TVN). La decisión de realizar un solo debate generó críticas por parte del candidato Manuel José Ossandón, debido a la cercanía de esta con la fecha de la primaria.
El 31 de mayo fue anunciado un debate radial entre los candidatos de la primaria, el cual se realizó el 15 de junio, y que fue emitido por las radios Cooperativa, ADN, Digital, Agricultura y Universidad de Chile. Radio Bío-Bío descartó su participación en dicho debate debido a que exigían la exclusividad del debate en su emisora.

## Cédulas de votación
El sistema para votar será “un ciudadano, un voto”, de manera que los votantes no afiliados a partidos políticos podrán votar por un solo candidato de entre todos los que se presentan en las primarias presidenciales (tanto del Frente Amplio como de Chile Vamos). Para ello se le entregará una cédula con todos los candidatos y su voto será válido sólo si marca una preferencia, tal como si fuera una elección tradicional. El sorteo que definió el orden de los pactos en la cédula de votación se realizó el 20 de mayo, y determinó que Chile Vamos tendrá la letra A y el Frente Amplio la letra B.
Para los militantes de alguno de los partidos del pacto Chile Vamos, el sistema es el mismo, con la salvedad de que no podrán votar por aquellos candidatos de la primaria presidencial del Frente Amplio. Para ello existirá una cédula (denominada "Cédula A") que posee sólo a los tres candidatos del pacto.
Ambos tipos de cédula, al igual que la "Cédula B" destinada a los militantes de partidos del pacto Frente Amplio, se depositarán en una urna única y se contabilizarán en conjunto.

## Candidatos
Se incluyen las candidaturas que han sido oficializadas y proclamadas por algún partido de Chile Vamos o independientes que han reunido las firmas necesarias para presentar una candidatura independiente dentro del pacto. Están presentados en el orden en que aparecerán en la papeleta:
| Foto | Nombre (partido)            | Apoyo político | Notas |
| ---- | --------------------------- | -------------- | --- |
|      | Sebastián Piñera (Ind.)     | RN UDI PRI     | Piñera manifestó desde 2014 sus intenciones de volver a competir en 2017, siendo desde entonces el político mejor posicionado para enfrentar la elección según distintas encuestas. Piñera aplazó su decisión para marzo de 2017, a pesar de recibir la presión de los partidos de la coalición y de su potencial rival, Manuel José Ossandón. El 17 de diciembre de 2016 fue proclamado por el Partido Regionalista Independiente como su candidato presidencial. El 21 de marzo, en un acto en el Parque Quinta Normal, Piñera lanzó oficialmente su precandidatura presidencial. El 24 de marzo recibió el apoyo de la Unión Demócrata Independiente, mientras que Renovación Nacional hizo lo mismo al día siguiente. Lema de campaña: Tiempos mejores. |
|      | Felipe Kast (Evópoli)       | Evópoli        | A mediados de 2015 expresó sus intenciones de participar en una primaria de Chile Vamos. El 6 de noviembre de 2016 fue proclamado oficialmente por su partido como candidato a las primarias presidenciales de Chile Vamos. Lema de campaña: La fuerza de las ideas. |
|      | Manuel José Ossandón (Ind.) |                | El 13 de julio de 2016 renunció a Renovación Nacional, según sus propias palabras, «para asegurarle a la gente que van a existir primarias libres, democráticas y dirigidas por el Servel». En octubre de 2016 anunció que ya había reunido las 35 mil firmas que necesitaría en caso de que finalmente decidiera presentarse de manera independiente a la elección presidencial de 2017, sin embargo, en noviembre confirmó su participación en las primarias presidenciales de Chile Vamos. Lema de campaña: Chile diferente. |

### Candidaturas descartadas
- Francisco Chahuán (RN): Anunció su precandidatura a la presidencia de la República el 14 de septiembre de 2016.[26] Bajó su candidatura el 6 de marzo de 2017, declarando su apoyo a Sebastián Piñera.[27]
- Alberto Espina (RN): Anunció el 4 de diciembre de 2013 su intención de postular a la presidencia de la República.[28] Con la proclamación de RN a Piñera el 25 de marzo, su candidatura quedó virtualmente descartada. Anteriormente había entregado su respaldo a la postulación del expresidente.[29]
- Francisco de la Maza (UDI): Desechó competir por la reelección a la alcaldía de Las Condes en las elecciones municipales de 2016, cediéndole el cupo a Joaquín Lavín, con el fin de seguir una candidatura presidencial para 2017.[30] Sin embargo, en septiembre de 2016 declaró que no tenía «el ánimo ni la ambición para ser candidato presidencial».[31]

## Resultados
|  | 58,36 % |

|  | 45,57 % |

|  | 15,40 % |

|  | 12,01 % |

|  | 26,24 % |

|  | 20,62 % |